# Fura (Syria)
Fura (arab. فورة) – wieś w Syrii, w muhafazie Hama. W 2004 roku liczyła 475 mieszkańców.